# Старый Ленинск
Ста́рый Ле́нинск — село в Улётовском районе Забайкальского края России. Входит в состав сельского поселения «Ленинское».

## География
Село находится в юго-западной части района, на левом берегу реки Ингода, на расстоянии примерно 84 км (по прямой) к юго-западу от села Улёты, административного центра района. Занимает юго-западную часть бывшей общей территории посёлка Ленинский.

### Климат
Климат характеризуется как резко континентальный с продолжительной холодной малоснежной зимой, тёплым летом и большими перепадами сезонных и суточных температур. Среднегодовая температура воздуха составляет 1,5 — 2 °С. Средняя многолетняя температура самого холодного месяца (января) составляет −24 — −22 °С (абсолютный минимум — −44 °С), температура самого тёплого (июля) — 14 — 16 °С (абсолютный максимум — 38 °С). Среднегодовое количество осадков — 300—500 мм.

### Часовой пояс
Село Старый Ленинск находится в часовой зоне МСК+6. Смещение применяемого времени относительно UTC составляет +9:00.

## История
Решение образовать новый населённыё пункт путём выделения из посёлка Ленинский было принято законом Забайкальского края от 25 декабря 2013 года. Присвоение наименования селу на федеральном уровне было осуществлено распоряжением Правительства Российской Федерации от 11 октября 2018 года.

## Население
| 2021 |
| ---- |
| 0    |